# 1804年美国总统选举
1804年美国总统选举是历史上第五次美国总统选举。大选每四年举办一次，这一次从1804年11月2日星期五举办到12月5日星期三。来自民主共和党的时任总统托马斯·杰斐逊战胜了南卡莱罗纳州的联邦党候选人查爾斯·平克尼。本次大选是美利坚合众国宪法第十二条修正案获批后举办的首次大选，而正是该修正案改革了选举总统和副总统的程序。
在党员的一致同意下，杰斐逊再获民主共和党代表大会提名小组会议的提名，成为总统候选人。民主共和党又提名了纽约州州长乔治·克林顿担任杰斐逊的竞选搭档，以接替阿龙·伯尔副总统。因为前总统约翰·亚当斯已经退休，联邦党决定推选前大使平克尼为总统候选人。平克尼是一名独立战争英雄，曾在1800年大选中担任亚当斯的竞选搭档。
虽然在1800年，杰斐逊仅以毫厘之差击败了亚当斯，但是在他的任内美国不但经济繁荣，还购买了路易斯安那，因此他受到了广泛的欢迎。杰斐逊赢得了几乎所有的州，甚至赢下了联邦党的大本营——新英格兰的大部分州。当时有几个州并不举办普选，但只要是举办普选的州，那个州的选票就必能为杰斐逊所主导。杰斐逊在普选中赢得了45.6%的选票，至今，这仍然是在拥有多个主要政党的候选人的总统选举中，最高的得票率。

## 背景
在1800年美国总统选举中，竞选双方——杰斐逊和亚当斯——势均力敌。不过，杰斐逊在自己的任期内一步步地赢得了声望。法国大革命的爆发使得欧洲各国暂时停止了对美国的敌对，路易斯安那购地事件也被视为一项伟大的成就。

## 提名

### 民主共和党的提名
| 1804年民主共和党候选人名单      |                                                   |
| 托马斯·杰斐逊                   | 乔治·克林顿                                       |
| 总统候选人                      | 副总统候选人                                      |
|                                 |                                                   |
| 第三任 美国总统 (1801年–1809年) | 第一任 纽约州州长 (1777年–1795年 & 1801年–1804年) |
| 竞选活动                        |                                                   |

1804年2月，民主共和党举办代表大会提名小组会议，选举出这年大选的候选人名单。不像上次大选那样，这一次的提名会议是公开举办的。与会众人达成一致意见，推举杰斐逊为总统候选人，不过，对于应该推举谁来担任副总统候选人，以接替与杰斐逊的关系恶化了的副总统阿龙·伯尔，众人出现了一些分歧。最后，会议延续了同时提名一个弗吉尼亚人和一个纽约人的传统，推举纽约州州长乔治·克林顿担任杰斐逊的竞选搭档。

#### 副总统候选人
- 约翰·布雷肯里奇 (肯塔基州)，参议员
- 乔治·克林顿 (纽约州)，州长
- 吉迪恩·格兰杰（英语：Gideon Granger） (康涅狄格州)，邮政部长
- 约翰·兰登 (新罕布什尔州)，前参议员
- 利瓦伊·林肯 (马萨诸塞州)，司法部长
- 威廉·麦克莱（英语：William Maclay (politician)） (宾夕法尼亚州)，前参议员

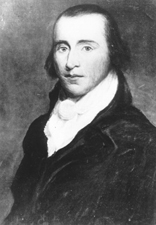
肯塔基州的 参议员 约翰·布雷肯里奇
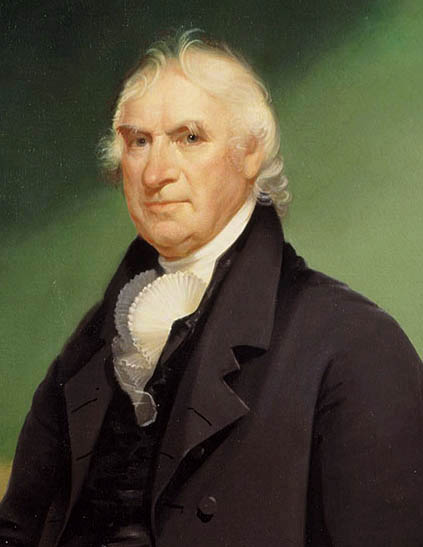
纽约州的 州长 乔治·克林顿
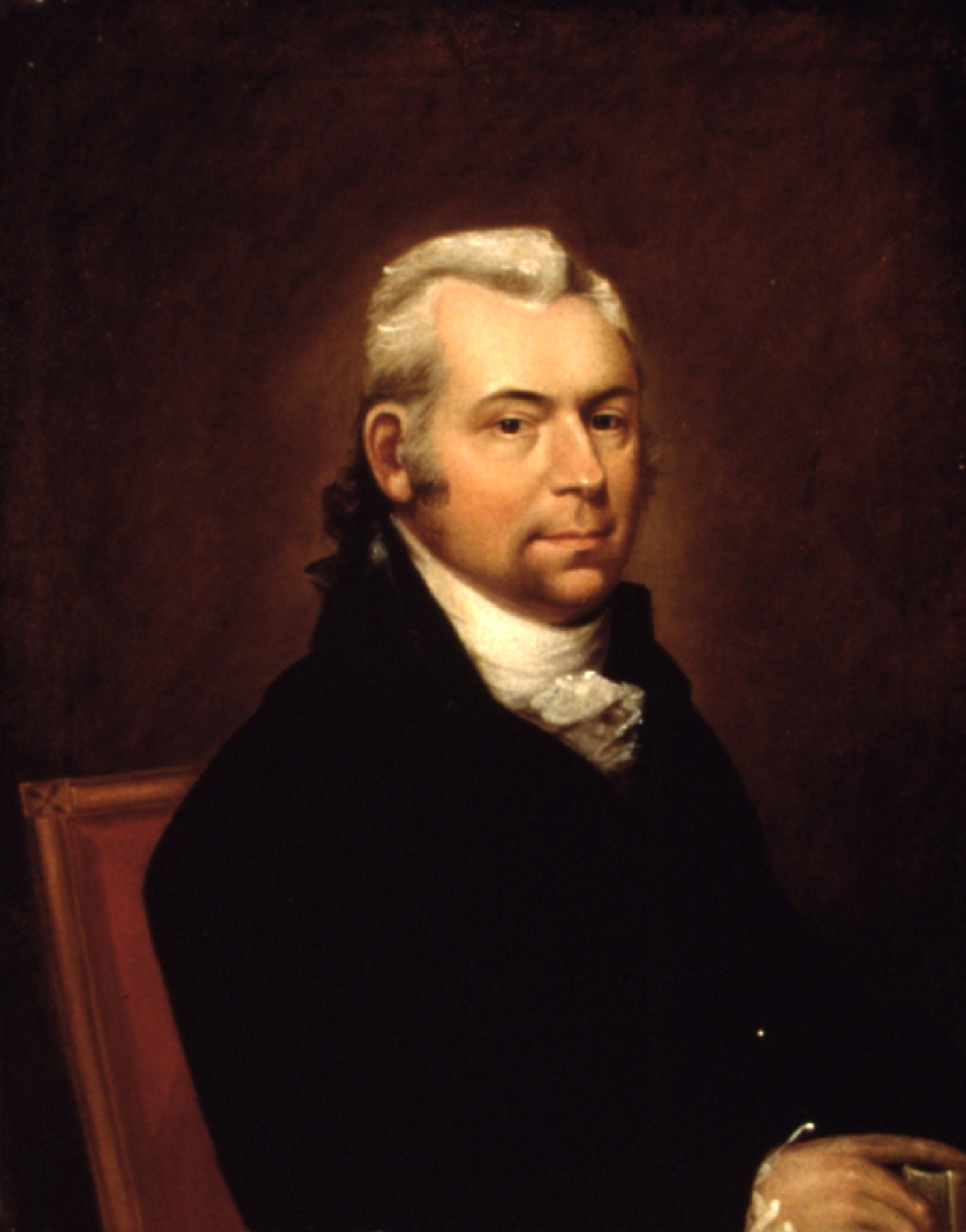
康涅狄格州的 邮政部长
吉迪恩·格兰杰（英语：Gideon Granger）
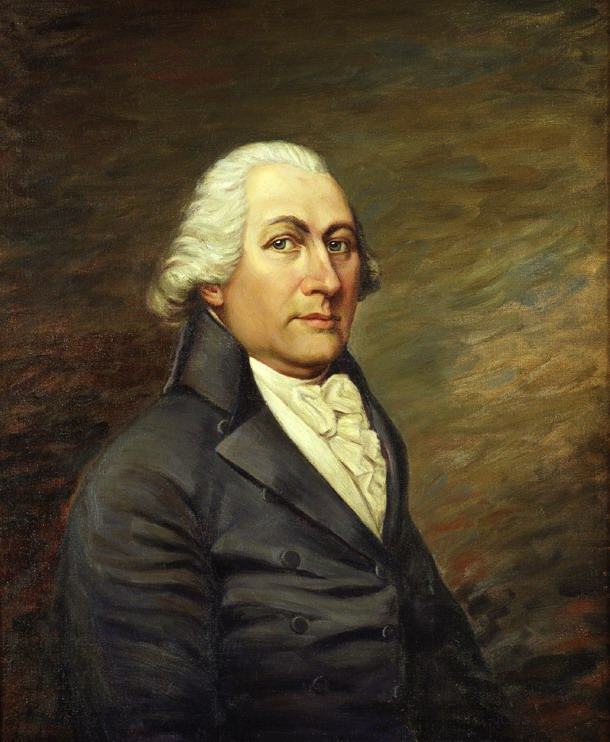
新罕布什尔州的 前参议员 约翰·兰登
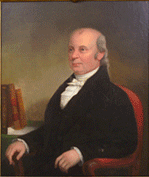
马萨诸塞州的 司法部长 利瓦伊·林肯
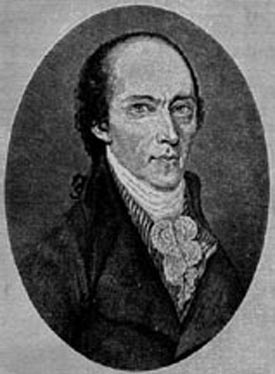
宾夕法尼亚州的 前参议员
威廉·麦克莱（英语：William Maclay (politician)）

#### 党内投票
| 总统候选人    | 总计 | 副总统候选人    | 总计 |
| ------------- | ---- | --------------- | ---- |
| 托马斯·杰斐逊 | 108  | 乔治·克林顿     | 67   |
|               |      | 约翰·布雷肯里奇 | 20   |
|               |      | 利瓦伊·林肯     | 9    |
|               |      | 约翰·兰登       | 7    |
|               |      | 吉迪恩·格兰杰   | 4    |
|               |      | 威廉·麦克莱     | 1    |

### 联邦党的提名
| 1804年联邦党候选人名单           |                                  |
| 查爾斯·平克尼                    | 鲁弗斯·金                        |
| 总统候选人                       | 副总统候选人                     |
|                                  |                                  |
| 前美国驻法国大使 (1796年–1797年) | 前美国驻英国大使 (1796年–1803年) |
| 竞选活动                         |                                  |

联邦党没有举办提名会议，而是由代表大会的主席们非正式地决定提名南卡罗来纳州的查爾斯·平克尼和前纽约州参议员鲁弗斯·金。平克尼曾在美国独立战争时期（以及之后）为美国的公共事业服务，这使得他在全国妇孺皆知。联邦党希望，平克尼能赢得南方几个州的选票，而不是像上次大选一样，让杰斐逊主导南方州的选票。

## 大选
1804年7月，联邦党领袖亚历山大·汉密尔顿在决斗中身亡。此事摧毁了联邦党击败广受欢迎的杰斐逊的希望。因为失去领导、组织混乱，联邦党没能吸引到纽约州之外的多少支持。联邦党攻击路易斯安那购地事件危险，批评杰斐逊组建的巡逻舰海军，又声称杰斐逊与他的奴隶莎丽·海明斯育有数子。然而，联邦党并未激励起人们反对杰斐逊，而杰斐逊的扩张主义政策与减少政府支出的举措受到了广泛的欢迎。此外，支持杰斐逊的民主共和党组织有序。从1800年开始发展的民主共和党甚至在联邦党根深蒂固的新英格兰，也受到了一定的支持。
杰斐逊的胜利锐不可当。他甚至赢得了5个新英格兰州中的4个。平克尼只赢得了两个州——康涅狄格州和特拉华州。本次大选是民主共和党第一次在马里兰州、马萨诸塞州、新罕布什尔州和罗得岛州胜利的大选，是1820年前马萨诸塞州最后一次投票给民主共和党的大选，也是1816年前新罕布什尔州和罗得岛州最后一次投给民主共和党的州。
截至2024年，杰斐逊是在至少三次选举中赢得大量选举人票的八位总统候选人中的第一位，其他候选人包括亨利·克莱、安德鲁·杰克逊、格罗弗·克利夫兰、威廉·詹宁斯·布莱恩、富兰克林·罗斯福、理查德·尼克松和唐纳德·特朗普。其中，杰克逊、克利夫兰和罗斯福还在至少三次选举中赢得了普选。杰斐逊、克利夫兰、罗斯福和特朗普还连续三次成为各自政党的提名人。

### 结果

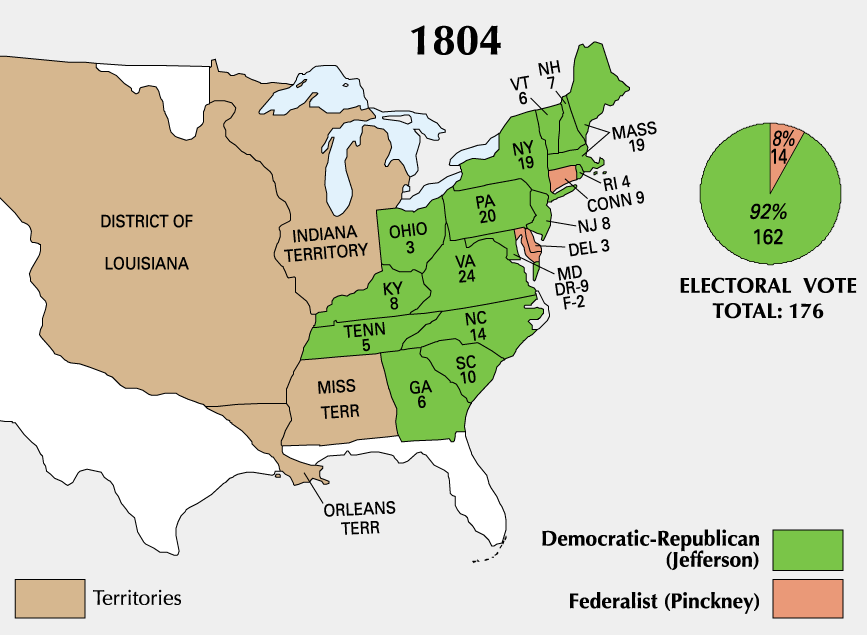

| 总统候选人               | 政党       | 出身         | 普选票(a), (b) | 普选票(a), (b) | 选举人票 | 竞选伙伴     | 竞选伙伴 | 竞选伙伴 |
| 总统候选人               | 政党       | 出身         | 数目           | 比例           | 选举人票 | 副总统候选人 | 出身     | 选举人票 |
| ------------------------ | ---------- | ------------ | -------------- | -------------- | -------- | ------------ | -------- | -------- |
| 托马斯·杰斐逊 (现任总统) | 民主共和党 | 弗吉尼亚州   | 104,110        | 72.8%          | 162      | 乔治·克林顿  | 纽约州   | 162      |
| 查爾斯·平克尼            | 联邦党     | 南卡罗来纳州 | 38,919         | 27.2%          | 14       | 鲁弗斯·金    | 纽约州   | 14       |
| 总计                     | 总计       | 总计         | 143,029        | 100%           | 176      |              |          | 176      |
| 获胜需要                 | 获胜需要   | 获胜需要     | 获胜需要       | 获胜需要       | 89       |              |          | 89       |

普选数据来源： U.S. President National Vote（页面存档备份，存于）. Our Campaigns（页面存档备份，存于）. (2006年2月10日).

普选数据来源： A New Nation Votes: American Election Returns 1787-1825

选举人票数据来源： Electoral College Box Scores 1789–1996.  Official website of the National Archives.  (2005年7月30日).
(a) 17个州中，有11个州采取普选来选出选举人团。

(b) 举行普选的州对于选民有着不同的财产要求。
| \| 普选票 \| 普选票 \| 普选票 \| 普选票 \| 普选票 \| \| ------ \| ------ \| ------ \| ------ \| ------ \| \| \| \| \| \| \| \| 杰斐逊 \| 杰斐逊 \| \| 72.8% \| 72.8% \| \| 平克尼 \| 平克尼 \| \| 27.2% \| 27.2% \| |        |  |       |       |
| 普选票 |        |  |       |       |
| |        |  |       |       |
| 杰斐逊 | 杰斐逊 |  | 72.8% | 72.8% |
| 平克尼 | 平克尼 |  | 27.2% | 27.2% |

| \| 选举人票 \| 选举人票 \| 选举人票 \| 选举人票 \| 选举人票 \| \| -------- \| -------- \| -------- \| -------- \| -------- \| \| \| \| \| \| \| \| 杰斐逊 \| 杰斐逊 \| \| 92.0% \| 92.0% \| \| 平克尼 \| 平克尼 \| \| 8.0% \| 8.0% \| |        |  |       |       |
| 选举人票 |        |  |       |       |
| |        |  |       |       |
| 杰斐逊 | 杰斐逊 |  | 92.0% | 92.0% |
| 平克尼 | 平克尼 |  | 8.0%  | 8.0%  |

## 选择选举人的方式

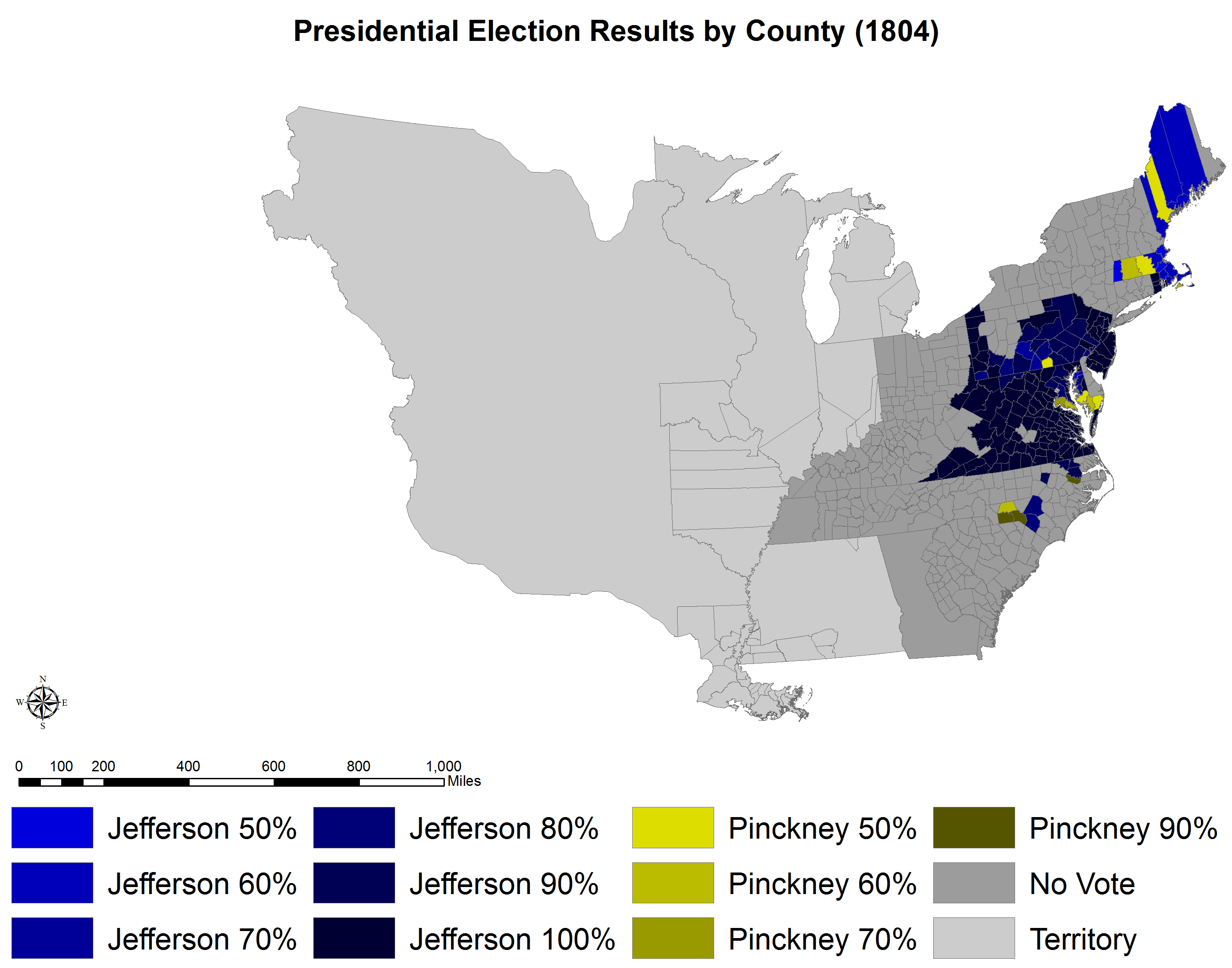
按县列出的结果明确指出了各县获胜候选人的得票率。蓝色代表杰斐逊（民主共和党），黄色代表平克尼（联邦党）。

| 选择选举人的方式                                          | 州                                                              |
| --------------------------------------------------------- | --------------------------------------------------------------- |
| 由州立法机构任命选举人                                    | 康涅狄格州 特拉华州 佐治亚州 纽约州 南卡罗来纳州 佛蒙特州       |
| 由全州的选民选择选举人                                    | 新罕布什尔州 新泽西州 俄亥俄州 宾夕法尼亚州 罗得岛州 弗吉尼亚州 |
| 州分为数个选区，每个选区由所属的选民选出一位选举人        | 肯塔基州 马里兰州 北卡罗来纳州 田纳西州                         |
| - 两位选举人由全州的选民选出 - 每个国会选区选出一位选举人 | 马萨诸塞州                                                      |